# Vittorino Grossi
Vittorino Grossi OSA (* 1. Januar 1935 in Montefredane) ist ein römisch-katholischer Ordensgeistlicher und Theologe.

## Leben
Er unterrichtete auf dem Lehrstuhl für Patristik an der Lateranuniversität und war am Institutum Patristicum Augustinianum sowie als Herausgeber der Zeitschrift Periodicum semestre Instituti Patristici „Augustinianum“ tätig.
Seine Interessen liegen beim antiken christlichen Denken, hauptsächlich bei anthropologischen und Fragen der Einführung in das Christentum, insbesondere das Denken des Augustinus.

## Schriften (Auswahl)
- La liturgia battesimale in S. Agostino.  Studio sulla catechesi del peccato originale negli anni 393–412. Rom 1971, OCLC 1067768111.
- Lineamenti di antropologia patristica. Rom 2000, ISBN 8826303371.
- La spiritualità dei padri latini. Rom 2002, ISBN 8826314365.
- Motivi e forme della poesia cristiana antica tra scrittura e tradizione classica. XXXVI Incontro di Studiosi dell’Antichità Cristiana, Roma, 3–5 maggio 2007. Rom 2008, ISBN 88-7961-117-8.